# 斯潘道市政廳

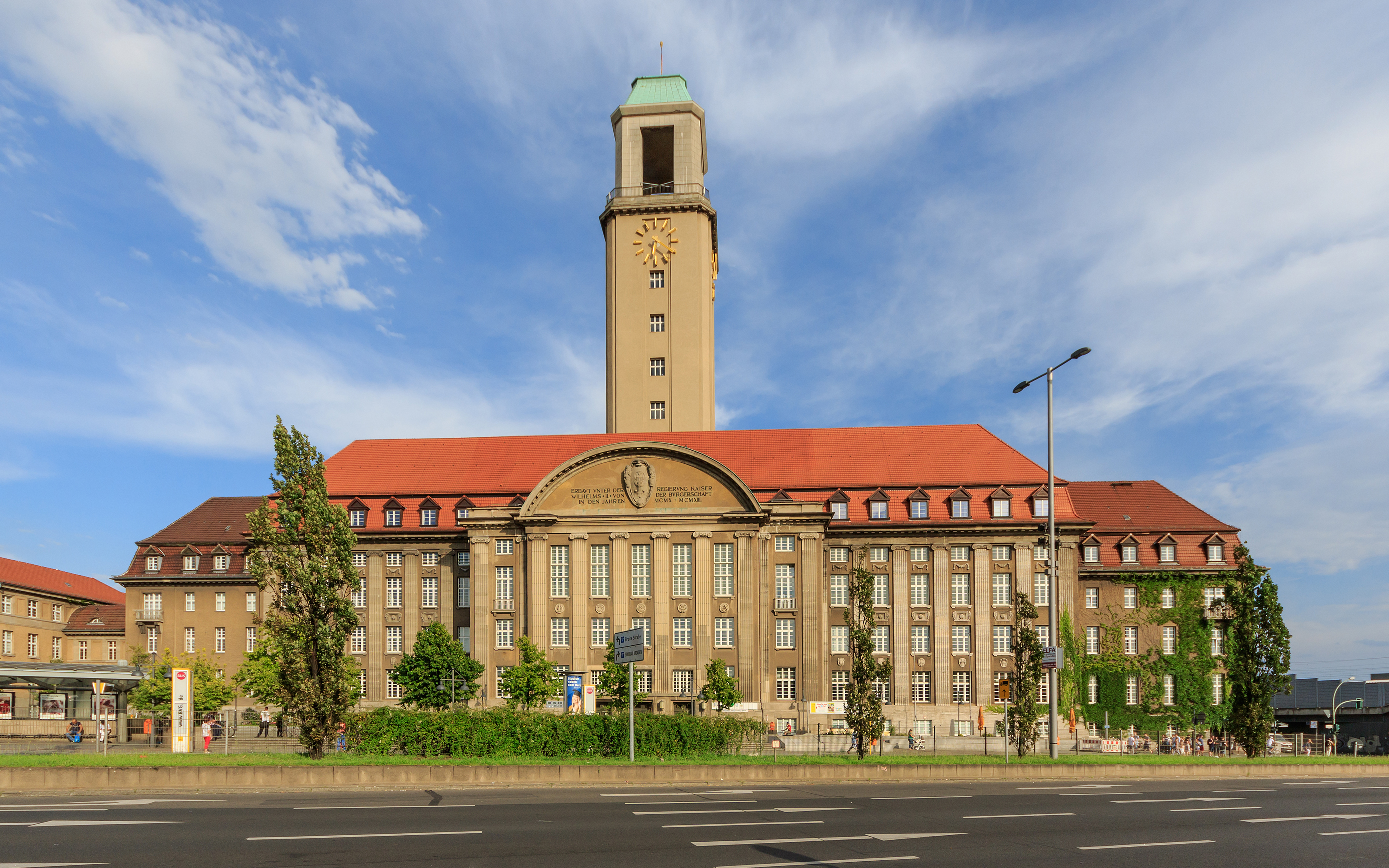
斯潘道市政廳

斯潘道市政廳（Rathaus Spandau）是德國首都柏林西南部郊區斯潘道區的市政廳。這座建築由Heinrich Reinhardt和Georg Süßenguth設計，修建於1910年和1913年之間。這座建築在斯潘道併入柏林之前是獨立的斯潘道市的市政廳。